# École supérieure des sciences commerciales d'Angers
École supérieure des sciences commerciales d'Angers er en europæisk business school med campusser i Angers, Boulogne-Billancourt, Cholet, Bordeaux, Aix-en-Provence, Lyon, Budapest og Shanghai. Skolen der blev grundlagt i 1909. ESSCA blev placeret på en 76. plads blandt de europæiske business schools i 2019 af Financial Times.
ESSCA programmer har de tre internationale akkrediteringer AMBA, EQUIS og AACSB. Skolen har over 15.000 alumner inden for handel og politik, herunder Louis le Duff (CEO groupe Le Duff) og Louis le Duff (CEO Système U).